# Rhynchina abducalis
Rhynchina abducalis är en fjärilsart som beskrevs av Walker 1858. Rhynchina abducalis ingår i släktet Rhynchina och familjen nattflyn. Inga underarter finns listade.